# Gare de Champagne-sur-Oise
Gare de Champagne-sur-Oise vasútállomás Franciaországban, Champagne-sur-Oise településen.

## Vasútvonalak
Az állomást az alábbi vasútvonalak érintik:
- Pierrelaye-Creil-vasútvonal

## Kapcsolódó állomások
A vasútállomáshoz az alábbi állomások vannak a legközelebb:
- Gare de Persan - Beaumont (Gare de Persan - Beaumont, Transilien H)
- Gare de L'Isle-Adam – Parmain (Gare de Pontoise, Paris Gare du Nord, Transilien H)